# Кристалл (завод, Минск)
ОАО «Минск Кристалл» (бел. «Мінск Крышталь») — старейшее и самое большое в Республике Беларусь предприятие по объему выпускаемой алкогольной продукции в отрасли, занимающее комплекс исторических зданий конца XIX века в Минске, памятник архитектуры (номер 713Г000061). Расположено по адресу: Октябрьская улица, дом 15.

## История
Дрожже-винокуренный завод основан в 1893 году, он производил спирт и сухие дрожжи. В 1917—1924 гг. это был государственный спиртовой склад № 1 и водочный завод, с 1925 года — спирто-водочный, с 1927 года — ликёро-водочный. В 1958 году в его состав был включён винный, а в 1959 году — дрожжевой завод, после чего стал дрожже-винным комбинатом. В 1964—1970 гг. завод — это головное предприятие производственного объединения «Кристалл», в 1972—1976 гг. — спирто-водочный комбинат «Кристалл».

## Архитектура
Центральный заводской корпус построен в начале XX века из неоштукатуренного кирпича в «кирпичном стиле» с элементами стиля модерн. Двухэтажный главный фасад несимметричен, угловая часть оформлена в виде башни, ризалит в середине фасада — в виде другой башни. В декоре наиболее характерен широкий арочный пояс. Средний оконный проём левой части второго этажа стрельчатый, с лучковым сандриком, над которым разорван карниз. Фасад между «башнями» — с прямоугольными оконными проёмами, украшенными сандриками, замковыми камнями и плоскими нишами под окнами.